# Creepshow (Fernsehserie)
Creepshow ist eine US-amerikanische Horror-Anthologieserie, basierend auf den Creepshow-Filmen, mit je zwei Kurzgeschichten in einer Episode. Die Premiere der ersten Staffel fand am 26. September 2019 beim Streamingdienst Shudder statt. 2020 erschienen zwei Specials. Die zweite Staffel erschien ab dem 1. April 2021 und die dritte ab dem 23. September 2021; die vierte Staffel am 13. Oktober 2023.

## Inhalt
Jede Episode der Anthologieserie enthält zwei Horror-Geschichten, die jeweils von anderen Drehbuchautoren und Regisseuren produziert wurden und die größtenteils auf Kurzgeschichten bekannter Horrorautoren basieren. Die Geschichten werden umrahmt von Sequenzen, in denen der Creep aus den Creepshow-Filmen auftritt und lacht; als erstes öffnet er eine Truhe, in der sich die Creepshow-Comichefte befinden.
Eingeleitet werden die Geschichten, indem ein Comicheft aufgeschlagen wird und die Kamera über zwei Seiten fährt, eine mit Werbung für Merchandise, eine mit dem Titel der Geschichte und den ersten Bildern. Eines wird darauf in eine Realfilmentsprechung umgewandelt, von der aus die Szene zu spielen beginnt. Auch innerhalb der Realfilmgeschichten werden teilweise Bilder in Zeichnungen umgewandelt oder Comicrahmen drübergelegt.

## Episodenliste

### Übersicht
| Staffel  | Episoden | Segmente | Veröffentlichung                      |
| -------- | -------- | -------- | ------------------------------------- |
| 1        | 6        | 12       | 26. September – 31. Oktober 2019      |
| Specials | 2        | 3        | 30. Oktober & 18. Dezember 2020       |
| 2        | 5        | 9        | 1. April – 29. April 2021             |
| 3        | 6        | 12       | 23. September 2021 – 28. Oktober 2021 |
| 4        | 6        | 12       | 13. Oktober 2023                      |

### Staffel 1 (2019)
| Nr. (ges.) | Nr. (St.) | Datum USA     | Teil | Titel                                 | Regie            | Drehbuch                         | Vorlage                                                 | Besetzung                                                                   |
| ---------- | --------- | ------------- | ---- | ------------------------------------- | ---------------- | -------------------------------- | ------------------------------------------------------- | --------------------------------------------------------------------------- |
| 1          | 1         | 26. Sep. 2019 | a    | Grey Matter                           | Greg Nicotero    | Byron Willinger, Philip de Blasi | Stephen King: Graue Masse                               | Adrienne Barbeau, Giancarlo Esposito, Tobin Bell, Christopher Nathan        |
| 1          | 1         | 26. Sep. 2019 | b    | The House of the Head                 | John Harrison    | Josh Malerman                    | Josh Malerman: The House of the Head                    | Cailey Fleming, Rachel Hendrix, David Shae                                  |
| 2          | 2         | 3. Okt. 2019  | a    | Bad Wolf Down                         | Rob Schrab       | Rob Schrab                       | –                                                       | Dave MacDonald, Callan Wilson, Scott Mescudi, Nelson Bonilla, Jeffrey Combs |
| 2          | 2         | 3. Okt. 2019  | b    | The Finger                            | Greg Nicotero    | David J. Schow                   | David J. Schow: The Finger                              | DJ Qualls                                                                   |
| 3          | 3         | 10. Okt. 2019 | a    | All Hallows Eve                       | John Harrison    | Bruce Jones                      | Bruce Jones: All Hallows (Comic)                        | Connor Christie, Madison Thompson, Jasun Jabbar, Andrew Eakle, Michael May  |
| 3          | 3         | 10. Okt. 2019 | b    | The Man in the Suitcase               | David Bruckner   | Christopher Buehlman             | Christopher Buehlman: The Man in the Suitcase           | Will Kindrachuk, Ravi Naidu                                                 |
| 4          | 4         | 17. Okt. 2019 | a    | The Companion                         | David Bruckner   | Matt Venne                       | Kasey, Keith und Joe R. Lansdale: The Companion         | Logan Allen, Afemo Omilami, Carey Jones                                     |
| 4          | 4         | 17. Okt. 2019 | b    | Lydia Laine’s Better Half             | Roxanne Benjamin | John Harrison                    | –                                                       | Tricia Helfer                                                               |
| 5          | 5         | 24. Okt. 2019 | a    | Night of the Paw                      | John Harrison    | John Esposito                    | –                                                       | Bruce Davison, Hannah Barefoot                                              |
| 5          | 5         | 24. Okt. 2019 | b    | Times is Tough in Musky Holler        | John Harrison    | John Skipp, Dori Miller          | John Skipp, Dori Miller: Times is Tough in Musky Holler | Dane Rhodes, Karen Strassman, David Arquette                                |
| 6          | 6         | 31. Okt. 2019 | a    | Skincrawlers                          | Roxanne Benjamin | Paul Dini, Stephen Langford      | –                                                       | Dana Gould, Chad Michael Collins, Hina Khan                                 |
| 6          | 6         | 31. Okt. 2019 | b    | By the Silver Water of Lake Champlain | Tom Savini       | Jason Ciaramella                 | Joe Hill: An den silbernen Wassern des Lake Champlain   | Sydney Wease, Connor Jones                                                  |

### Specials (2020)
| Nr. (ges.) | Nr. | Datum USA     | Teil | Titel                                   | Regie         | Drehbuch      | Vorlage                                   | Besetzung                                         |
| ---------- | --- | ------------- | ---- | --------------------------------------- | ------------- | ------------- | ----------------------------------------- | ------------------------------------------------- |
| 7 Anm      | 1   | 30. Okt. 2020 | a    | Survivor Type                           | Greg Nicotero | Greg Nicotero | Stephen King: Der Überlebenstyp           | Kiefer Sutherland, Fayna Sanchez                  |
| 7 Anm      | 1   | 30. Okt. 2020 | b    | Twitterings from the Circus of the Dead | Greg Nicotero | Melanie Dale  | Joe Hill: Tweets aus dem Zirkus der Toten | Joey King, Fayna Sanchez                          |
| 8          | 2   | 18. Dez. 2020 |      | Shapeshifters Anonymous                 | Greg Nicotero | Greg Nicotero | J. A. Konrath: Shapeshifters Anonymous    | Adam Pally, Anna Camp, Frank Nicotero, Lil Yachty |

### Staffel 2 (Frühjahr 2021)
| Nr. (ges.) | Nr. (St.) | Datum USA     | Teil | Titel                         | Regie          | Drehbuch                                   | Besetzung                                                                 |
| ---------- | --------- | ------------- | ---- | ----------------------------- | -------------- | ------------------------------------------ | ------------------------------------------------------------------------- |
| 9          | 1         | 1. Apr. 2021  | a    | Model Kid                     | Greg Nicotero  | John Esposito                              | Brock Duncan, Tyner Rushing, Jana Allen, Kevin Dillon                     |
| 9          | 1         | 1. Apr. 2021  | b    | Public Television of the Dead | Greg Nicotero  | Rob Schrab                                 | Ted Raimi, Mark Ashworth, Marissa Hampton, Coley Campany                  |
| 10         | 2         | 8. Apr. 2021  | a    | Dead and Breakfast            | Axelle Carolyn | Michael Rousselet, Erik Sandoval           | Ali Larter, C. Thomas Howell, Iman Benson                                 |
| 10         | 2         | 8. Apr. 2021  | b    | Pesticide                     | Greg Nicotero  | Frank Dietz                                | Josh McDermitt, Keith David, Ashley Laurence                              |
| 11         | 3         | 15. Apr. 2021 | a    | The Right Snuff               | Joe Lynch      | Paul Dini, Stephen Langford, Greg Nicotero | Ryan Kwanten, Breckin Meyer, Gabrielle Byndloss, Kara Kimmer              |
| 11         | 3         | 15. Apr. 2021 | b    | Sibling Rivalry               | Rusty Cundieff | Melanie Dale                               | Molly Ringwald, Maddie Nichols, Andrew Brodeur, Ja'ness Tate, Jerri Tubbs |
| 12         | 4         | 22. Apr. 2021 | a    | Pipe Screams                  | Joe Lynch      | Daniel Kraus                               | Barbara Crampton, Eric Edelstein                                          |
| 12         | 4         | 22. Apr. 2021 | b    | Within the Walls of Madness   | John Harrison  | John Esposito, Greg Nicotero               | Drew Matthews, Brooke Butler, Denise Crosby                               |
| 13         | 5         | 29. Apr. 2021 |      | Night of the Living Late Show | Greg Nicotero  | Dana Gould                                 | D’Arcy Carden, Hannah Fierman, Justin Long                                |

### Staffel 3 (Herbst 2021)
| Nr. (ges.) | Nr. (St.) | Datum USA     | Teil | Titel                        | Regie              | Drehbuch                          | Vorlage        | Besetzung                                                                                      |
| ---------- | --------- | ------------- | ---- | ---------------------------- | ------------------ | --------------------------------- | -------------- | ---------------------------------------------------------------------------------------------- |
| 14         | 1         | 23. Sep. 2021 | a    | Mums                         | Rusty Cundieff     | Greg Nicotero & David J. Schow    | Joe Hill: Mums | Ethan Embry, Brayden Benson, Erin Beute, Malone Thomas, Lowrey Brown                           |
| 14         | 1         | 23. Sep. 2021 | b    | Queen Bee                    | Greg Nicotero      | Erik Sandoval & Michael Rousselet |                | Kaelynn Harris, Hannah Kepple, Olivia Hawthorne, Nico Gomez, Monica Louwerens                  |
| 15         | 2         | 30. Sep. 2021 | a    | Skeletons in the Closet      | Greg Nicotero      | John Esposito                     |                | James Remar, Victor Rivera, Valerie LeBlanc, Lucas Godfrey, Paul Dae Kim                       |
| 15         | 2         | 30. Sep. 2021 | b    | Familiar                     | Joe Lynch          | Josh Malerman                     |                | Andrew Bachelor, Hannah Fierman, Keith Arthur Bolden, Robert Stevens Wayne                     |
| 16         | 3         | 7. Okt. 2021  | a    | The Last Tsuburaya           | Jeffrey F. January | Paul Dini & Stephen Langford      |                | Joseph Steven Yang, Gina Hiraizumi, Joe Ando Hirsh, Brandon Quinn, Jane Fernandez              |
| 16         | 3         | 7. Okt. 2021  | b    | Okay, I’ll Bite              | John Harrison      | John Harrison                     |                | Nick Massouh, Tony Demil, Jackson Beals, Glenn Magee                                           |
| 17         | 4         | 14. Okt. 2021 | a    | Stranger Sings               | Axelle Carolyn     | Jordana Arkin                     |                | Kadianne Whyte, Suehyla El-Attar, Chris Mayers                                                 |
| 17         | 4         | 14. Okt. 2021 | b    | Meter Reader                 | Joe Lynch          | John Esposito                     |                | Johnathon Schaech, Abigail Dolan, Cynthia Evans, Boston Pierce, Samantha Worthen               |
| 18         | 5         | 21. Okt. 2021 | a    | Time Out                     | Jeffrey F. Donovan | Barrington Smith & Paul Seetachit |                | Matthew Barnes, Devon Hales, Jibre Hordges, Lauren Richards, Kamran Shaikh, Shannon Eubanks    |
| 18         | 5         | 21. Okt. 2021 | b    | The Things in Oakwood’s Past | Greg Nicotero      | Greg Nicotero & Daniel Kraus      |                | Mark Hamill, Danielle Harris, Ron Livingston, Fayna Sanchez, Kate Thulin, Andrew Daly          |
| 19         | 6         | 28. Okt. 2021 | a    | Drug Traffic                 | Greg Nicotero      | Christopher Larsen                |                | Reid Scott, Sarah Jon, Mai Delapa, Michael Rooker                                              |
| 19         | 6         | 28. Okt. 2021 | b    | A Dead Girl Named Sue        | John Harrison      | Heather Anne Campbell             |                | Christian Gonzalez, Joshua Mikel, J. R. Rodriguez, Brian Bendlle, Rey Hernandez, Karlton Davis |

### Staffel 4 (2023)
In der vierten Staffel wurden alle Folgen zusammen am 13. Oktober 2023 veröffentlicht.
| Nr. (ges.) | Nr. (St.) | Teil | Titel                              | Regie                    | Drehbuch                          | Vorlage                           | Besetzung                                                                                      |
| ---------- | --------- | ---- | ---------------------------------- | ------------------------ | --------------------------------- | --------------------------------- | ---------------------------------------------------------------------------------------------- |
| 20         | 1         | a    | Twenty Minutes with Cassandra      | Greg Nicotero            | Jamie Flanagan                    |                                   | Samantha Sloyan, Ruth Codd, Franckie Francois, Carey Jones, Nick Heffelfinger                  |
| 20         | 1         | b    | Smile                              | John Harrison            | Mick Scannell                     |                                   | Matthew James Dowden, Lucie Guest, Roberto Lanzas, Claire Friesen                              |
| 21         | 2         | a    | The Hat                            | Kailey Spear & Sam Spear | Byron Willinger & Philip de Blasi |                                   | Ryan Beil, Sara Canning, Marlee Walchuk, Kelly Metzger, David Beairsto                         |
| 21         | 2         | b    | Grieving Process                   | Kailey Spear & Sam Spear | Mike D. McCarty und John Esposito | Mike D. McCarty: Grieving Process | Sachin Sahel, Rachel Drance, Maemae Renfrow, Kingston Chan, Elfina Luk, Rebecca Davis          |
| 22         | 3         | a    | Parent Death Trap                  | P.J. Pesce               | Erik Sandoval & Michael Rousselet |                                   | Dylan Sloane, Loretta Walsh, Shaughnessey Redden, Chloe Babcook, Andrea Drepaul                |
| 22         | 3         | b    | To Grandmother’s House We Go       | Justin Dyck              | William Butler                    |                                   | Keegan Connor Tracy, Emma Oliver, Jason Bell, Jason McKinnon                                   |
| 23         | 4         | a    | Meet the Belaskos                  | John Esposito            | John Esposito                     |                                   | Karis Cameron, Matthew Nelson-Mahood, Brendan Taylor, Donavon Stinson, Lisa Durupt             |
| 23         | 4         | b    | Cheat Code                         | Justin Dyck              | Claire Carré & Charles Spano      |                                   | Connor Wong, Lochlyn Munro, Hannah Huffmann, Nikolas Filipovic, Kelly Anne Woods, Kyle Strauts |
| 24         | 5         | a    | Something Burrowed, Something Blue | John Esposito            | Todd Spence & Zak White           |                                   | Curtis Lum, Tom Atkins, Kristy Dawn Dinsmore, Bernie Yao                                       |
| 24         | 5         | b    | Doodles                            | P.J. Pesce               | Zak White & Todd Spence           |                                   | Anja Savcic, Tina Grant, Tyler McClendon, David Lennon                                         |
| 25         | 6         | a    | George Romero in 3-D!              | Greg Nicotero            | Todd Spence & Zak White           |                                   | Kyra Zagorsky, Graham Verchere, Megan Charpentier, Sebastian Kroon                             |
| 25         | 6         | b    | Baby Teeth                         | John Harrison            | Melanie Dale                      |                                   | Rochelle Greenwood, Alison Thornton, Micaela Nyland, Maya Ford                                 |

## Produktion und Veröffentlichung
Im Juli 2018 kündigte der amerikanische Streamingdienst Shudder für 2019 eine Creepshow-Fernsehserie an, basierend auf dem originalen Creepshow-Film von George A. Romero und Stephen King, bei der Greg Nicotero als Regisseur und Executive Producer beteiligt wurde. Die Produktion für die erste sechsteilige Staffel begann im Februar 2019 und endete im April. Mehrere Personen, die an dem Film beteiligt waren, konnten wieder gewonnen werden; so wurden Kurzgeschichten von Stephen King und seinem Sohn Joe Hill verfilmt, Schauspielerin Adrienne Barbeau tritt im allerersten Segment auf und Spezialeffektkünstler Tom Savini, Nicoteros Mentor, führte bei einem Segment Regie. Nicoteros Unternehmen KNB EFX Group ist verantwortlich für die praktischen und Spezialeffekte; die Figur des Creep wurde als animatronische Puppe konstruiert sowie in Totalaufnahme durch einen Darsteller mit Kostüm und Maske verkörpert. Auf der San Diego Comic-Con International im Juli 2019 wurde mit einem ersten Trailer als Starttermin der 26. September 2019 angekündigt. Die Veröffentlichung der ersten Staffel schloss an Halloween ab.
2020 erschienen ein Halloween-Special mit zwei animierten Geschichten am 29. Oktober und ein Weihnachts-Special am 18. Dezember.
Am 30. Oktober 2019 wurde die Serie um eine zweite Staffel verlängert. Der Produktionsbeginn für die zweite Staffel, der für März 2020 geplant war, musste aufgrund der COVID-19-Pandemie verschoben werden und erfolgte erst wieder im September in Atlanta. Bereits während der Produktionspause der zweiten Staffel wurden im Juni 2020 Drehbücher für die gesamte dritte Staffel angefordert. Dadurch konnte innerhalb einer Periode von sechs Monaten das Material für zwei Staffeln gedreht werden; im März 2021 befanden beide sich in der Postproduktionsphase. Nicotero beschrieb, während die erste Staffel ein Tribut an das Erbe von Stephen King und George Romero gewesen sei, werde die zweite Staffel für ihn persönlicher. So gebe es in der ersten Episode eine Geschichte als Liebesbrief an Regisseur Sam Raimi, in der dessen Bruder Ted Raimi mitspielt (beide Tanz der Teufel-Reihe). Im Februar 2021 wurde eine Geschichte der zweiten Staffel, in der Marilyn Manson mitgespielt hatte, gestrichen, nachdem Missbrauchsvorwürfe gegen diesen öffentlich wurden. An ihre Stelle soll eine Geschichte mit Molly Ringwald treten. Für die zweite Staffel angekündigte Gaststars aus bekannten Horrorfilmfranchises sind etwa Ali Larter (Final Destination), Justin Long (Jeepers Creepers), Barbara Crampton (Re-Animator) und Ashley Laurence (Hellraiser). Für die zweite Staffel wurde am 18. Februar 2021 ein Trailer veröffentlicht und der Start für den 1. April angekündigt. Außerdem erfolgte die Verlängerung um die dritte Staffel, die noch im selben Jahr erschien. Starttermin für die dritte Staffel war der 23. September 2021.
Im Februar 2022 wurde die Serie um eine vierte Staffel verlängert. Die vierte Staffel wurde am 13. Oktober 2023 veröffentlicht; zu sehen ist etwa Tom Atkins, bekannt aus Halloween III und dem originalen Creepshow-Film.

## Rezeption
Am 22. Oktober 2019 berichtete Shudder von Zuschauerrekorden für die Serie. So sollen bis dahin 54 % der Abonnenten des Streamingdienst eine Episode gesehen haben und von der ersten Episode mehr Minuten am Eröffnungswochenende gestreamt worden sein als von sonst einem Titel. Außerdem habe die Serie dem Dienst eine Rekordzahl neuer Mitglieder eingebracht.
Bei Rotten Tomatoes hält die erste Staffel eine Kritikerwertung von 97 % anhand 29 Kritiken.

### Nominierungen
- Saturn-Award-Verleihung 2021: Beste Horrorserie
- Saturn-Award-Verleihung 2022: Beste Horrorserie